# Teatru (clădire)

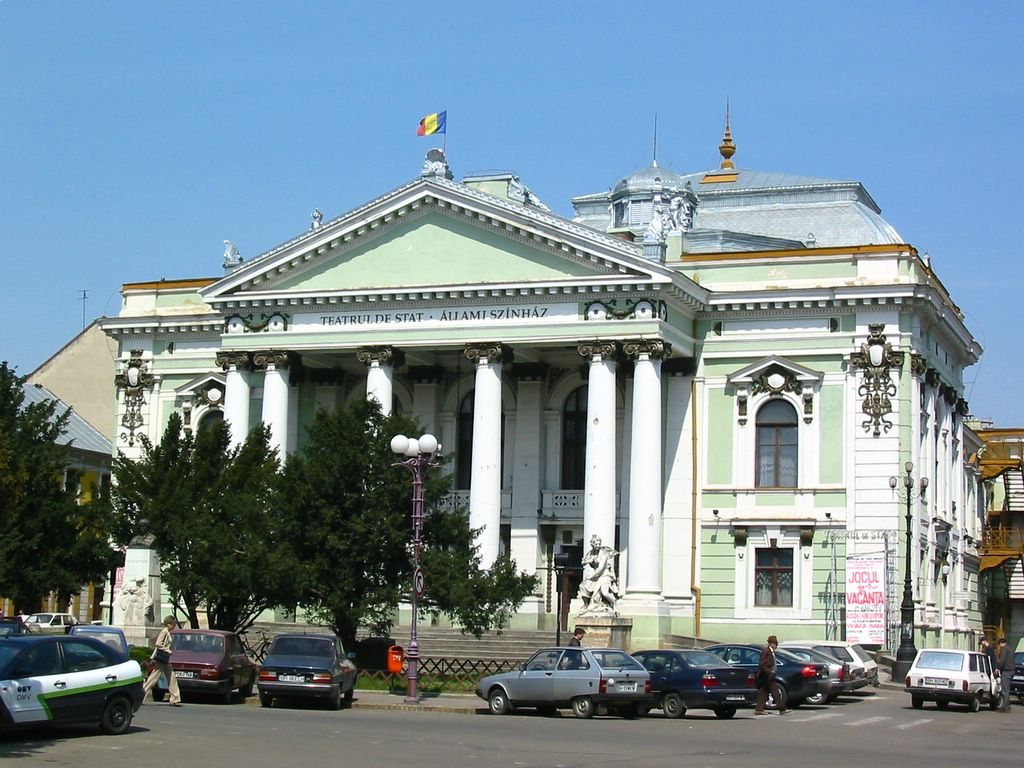
Teatru de stat din Oradea.

Un teatru (din greacă θέατρον prin intermediul francezei théâtre) este o clădire unde sunt mai ales reprezentate piese de teatru. Uneori altfel de evenimente, precum concerte, au loc și ele acolo. Deși nu este necesar pentru reprezentație, teatrul servește la delimitarea spațiului destinat actorilor și publicului și asigură niște comodități pentru actori, brigadă tehnică și spectatori.
Există mai multe tipuri de teatre. Clădirile pot fi construite specific pentru anumit stil de reprezentații sau să îndeplinească criterii necesare pentru mai multe genuri de dramă. Sunt și structuri al căror scop inițial nu a fost legat de artă, dar care au fost adaptate pentru a permite să fie jucate spectacole. 